# Stephen Lushington
Stephen Lushington généralement connu sous le nom de Dr Lushington (14 janvier 1782 - 19 janvier 1873) est un juge britannique, député radical et défenseur de l'abolition de l'esclavage et de la peine capitale. Il est juge à la Haute Cour d'Amirauté de 1838 à 1867.

## Jeunesse et éducation

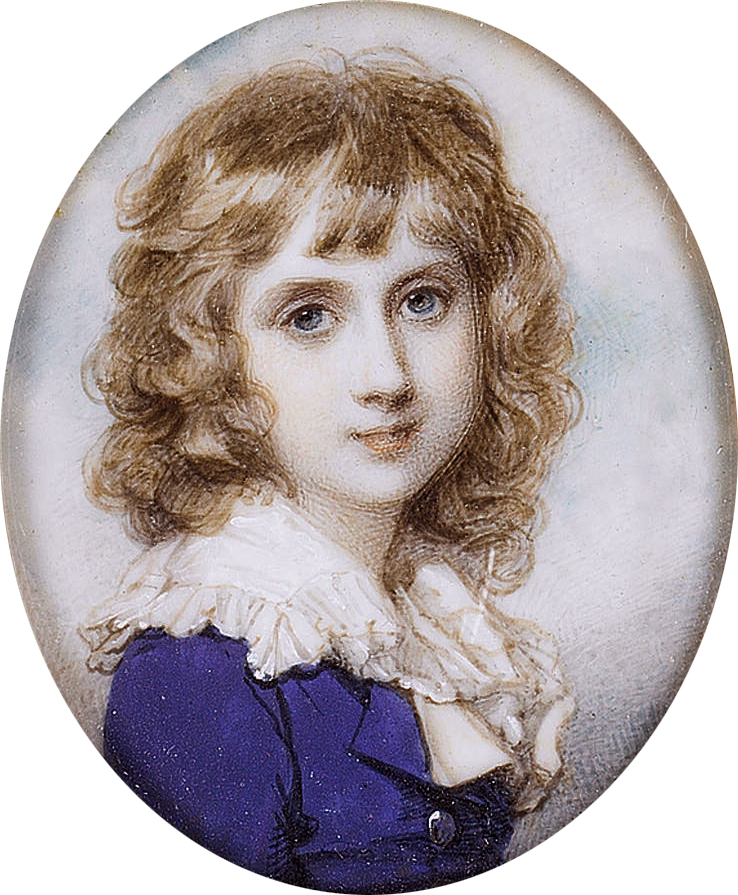
Étienne, 1789 (Richard Cosway)

Lushington est le deuxième fils de Sir Stephen Lushington (1er baronnet) (en) (1744–1807),député et président de la Compagnie britannique des Indes orientales. Il fait ses études au Collège d'Eton et Christ Church, Oxford, où il s'inscrit en 1797 à l'âge de 15 ans. Il est ensuite élu fellow de All Souls en 1802 .
Amateur qui fait trois apparitions connues dans des matchs de cricket de première classe en 1799, Lushington est principalement associé au Surrey .

## Carrière politique
En 1806, Lushington entre au Parlement en tant que député whig de Great Yarmouth et se prononce aux Communes en faveur du projet de loi visant à abolir la traite des esclaves en février 1807 .
Réélu en 1808, Lushington perd la confiance de son mécène Harbord Harbord (1er baron Suffield). Il est un partisan de l'émancipation catholique, à l'époque une cause impopulaire. Quelques mois après le début de la nouvelle session, il démissionne de son siège  après la défaite d'une motion qu'il a proposée pour fustiger le comportement de Home Riggs Popham.
Lushington en 1818 soutient un projet de loi destiné à réglementer Ramoneurs . Il retourne au Parlement en tant que député d'Ilchester en 1820, et par la suite représente également Tregony, Winchelsea et Tower Hamlets . Un récit d'un de ses discours publié en 1828 dans le Mirror of Parliament implique Lushington dans une affaire de diffamation, pour laquelle John Dickens et John Henry Barrow, le père et l'oncle de Charles Dickens, sont respectivement témoin et accusé .
En tant que radical, Lushington propose ou tente de proposer des motions pour reconnaître l'indépendance de l'Amérique du Sud vis-à-vis de l'Espagne (1820) et se prononce en faveur de l'abrogation des incapacités civiles qui s'appliquent aux Juifs . Il propose d'abolir la peine capitale (1840) et siège ensuite à la commission royale de 1864 sur la question ,. Il est également partisan d'une réforme parlementaire modérée et préconise des parlements triennaux et le scrutin secret . Lushington est également décrit comme un " placeman légal whig ". Il a des liens politiques avec Henry Brougham, et particulièrement avec Lord John Russell .
En 1841, Lushington quitte le Parlement, pour conserver son poste de juge, après l'Admiralty Court Act de 1840.

## Carrière juridique
Lushington rejoint l'Inner Temple en 1801 et est admis au barreau en 1806. Après avoir renoncé à son siège au Parlement, il se concentre sur sa pratique juridique, obtenant en 1808 le diplôme de docteur en droit civil et étant admis au Doctors' Commons .

### Affaire Byron
En 1816, Lushington devient conseiller juridique de Lady Byron, peu de temps après qu'elle s'est effectivement séparée de son mari, Lord Byron . Il voit d'abord Judith Lady Noel, sa mère, qui postule à Lushington sur les conseils de Samuel Romilly, et avec une introduction par Samuel Heywood ; elle apporte la déclaration de Lady Byron à Londres ,. Le résultat de cette première réunion, le 24 janvier 1816, est un brouillon de lettre pour Sir Ralph Noel, 6e baronnet, père de Lady Byron, à envoyer à Lord Byron, ce qui est fait quatre jours plus tard ,. Les démarches juridiques commencent lorsque Lushington représentant Lady Byron et John Hanson représentant Lord Byron rencontrent Sir Ralph Noel le 21 février à l'hôtel Mivart .
L'affaire est réglée, avec arbitrage par Samuel Shepherd, en mars 1816, Lady Byron conservant la garde de sa fille Ada Lovelace, et parvenant à un règlement de propriété. Lushington est considéré comme ayant laissé passer des rumeurs scandaleuses sur Byron, en gardant des détails sur les points du cas de son client, comme tactique. Cinq ans plus tard, il épouse une amie proche de Lady Byron, qui le garde comme avocat .

### Procès de la reine Caroline

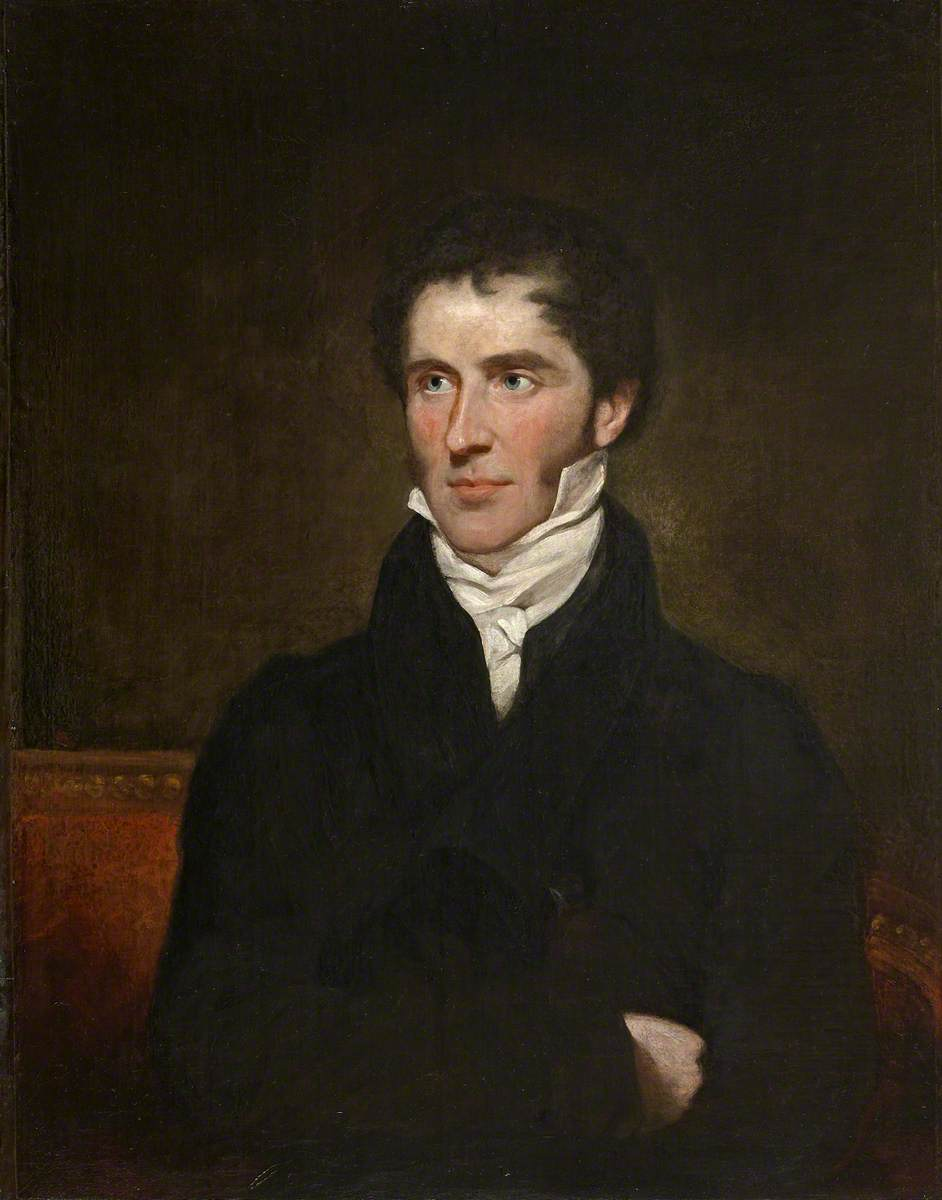
Stephen Lushington, portrait du début des années 1820

En 1820, Lushington est l'un des avocats retenus par la reine Caroline et parle pour sa défense lors de son procès devant la Chambre des lords. Il est intégré à l'équipe juridique, avec Nicholas Conyngham Tindal, Thomas Wilde et John Williams, par Henry Brougham et Thomas Denman, les avocats de la reine. Ils sont mandatés par William Vizard, son avocat . Lushington donne des conseils en tant que juriste de droit civil et, avec Denman, résume la défense le 23 octobre 1820 ,.

### Juge
En 1828, il est nommé juge à la Consistory Court de Londres. En 1838, il est nommé conseiller privé et juge à la Haute Cour d'Amirauté, poste qu'il occupe jusqu'en 1867.
Lushington est également doyen d'Arches de 1858 à 1867, date à laquelle il prend sa retraite de tous ses postes en raison de problèmes de santé. Ses opinions religieuses personnelles sont qualifiées de latitudinaires .
L'affaire Gorham, opposant George Cornelius Gorham à son évêque du diocèse d'Exeter, Henry Phillpotts, arrive en appel devant la commission judiciaire du Conseil privé. Lushington joue un rôle central dans la procédure . Il est le seul membre du comité ayant une expérience juridique pertinente et influence le résultat, qui annule le verdict de la Cour des Arches, rendu par Herbert Jenner-Fust, statuant en faveur de Gorham .
Lushington argumente en termes de processus et d'opportunité: Phillpotts a l'intention que Gorham échoue à son examen, lui-même inhabituel, avant de changer de poste, et le précédent est dangereux pour l'Église. Les abondants arguments théologiques apportés sont mis de côté. D'un autre côté, Waddams considère que les propres opinions de Lushington sont en jeu . Le jugement du Conseil privé est rendu le 8 mars 1850 et, au cours de l'été de cette année-là, Gorham prend son nouveau poste de Brampford Speke, une nette victoire des évangéliques sur les hauts ecclésiastiques de l'Église d'Angleterre .

## Abolitionniste

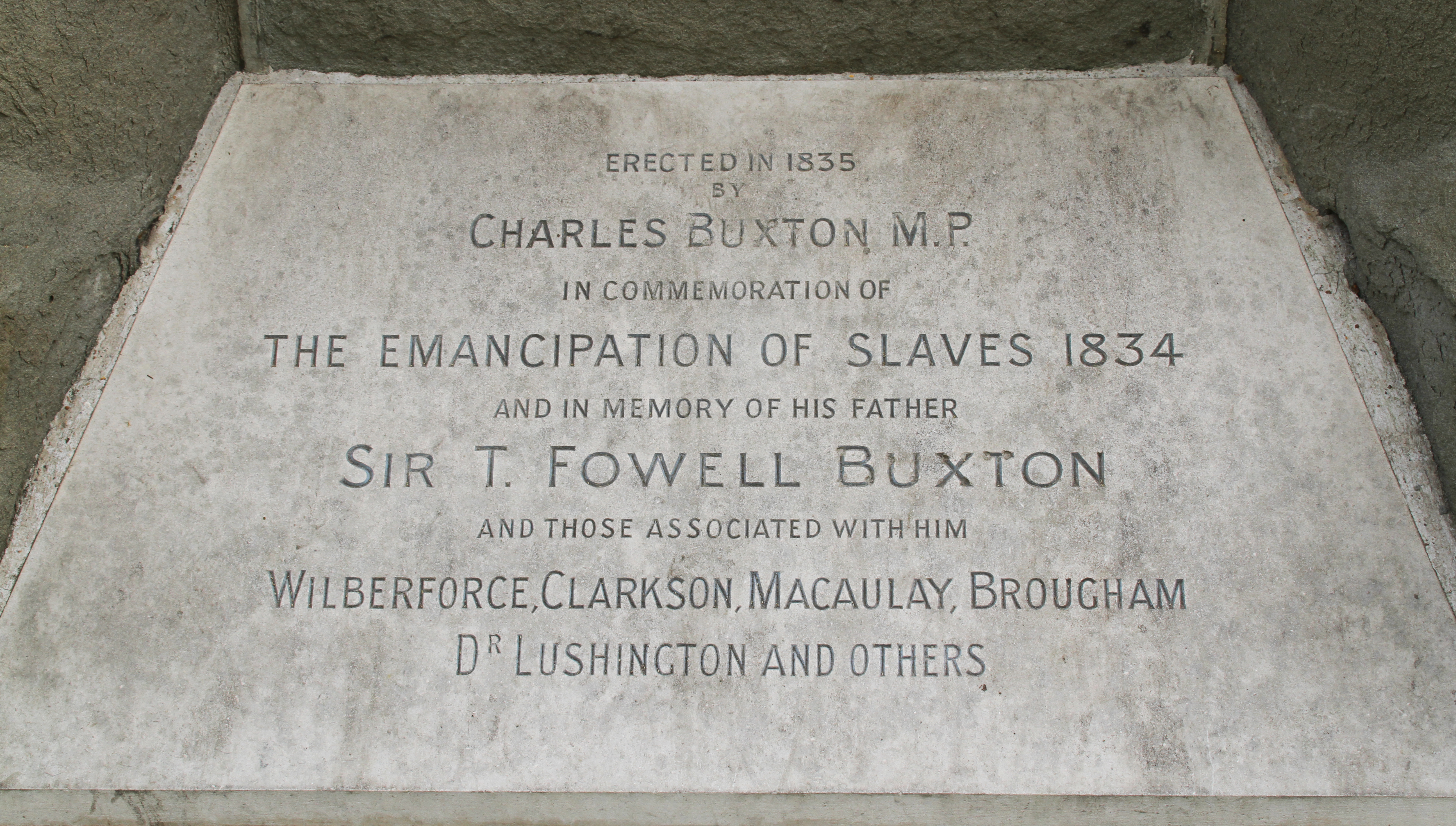
En tant que "Dr Lushington", le nom de Stephen Lushington apparaît sur la fontaine commémorative de Buxton marquant l'abolition de l'esclavage dans l'Empire britannique

Lushington a toujours été un défenseur de la cause anti-esclavagiste. Il y consacre beaucoup de temps et a une influence significative dans le mouvement abolitionniste britannique . Son frère Sir Henry Lushington, 2e baronnet est copropriétaire en 1817 du domaine Greenwood en Jamaïque . Il est marié à Frances Maria Lewis, fille de Matthew Lewis qui possède des domaines en Jamaïque , et travaille dans Boldero & Lushington, une banque fondée par son grand-père maternel John Boldero et offrant des hypothèques sur les plantations antillaises. D'autres membres de la famille sont également propriétaires ou bénéficiaires d'esclaves , notamment le député William Lushington (1747–1823), l'oncle de Stephen Lushington , et un autre frère, Charles Lushington (1785–1866), avec sa femme Sarah Gascoyne, est bénéficiaire des domaines Jamaica Clarendon Seven Plantations .
À son retour au Parlement en 1821, Lushington soutient l'appel de William Wilberforce au gouvernement de faire pression sur les pays autorisant encore la traite des esclaves et s'oppose à l'allégement des plantations de sucre antillaises. Il réussit à faire adopter un projet de loi de consolidation de l'interdiction de la traite, sous le nom de Slave Trade Act 1824. Elle comprend une législation qualifiant le trafic d'esclaves de piraterie, et voit la fin du commerce des esclaves entre les colonies de l'Empire britannique. À cette époque, il commence à travailler en étroite collaboration avec le leader abolitionniste Thomas Fowell Buxton .
En 1824-1825, Lushington défend la cause de Louis Celeste Lecesne. Lecesne et John Escoffery sont des personnes libres de couleur expulsées de la Jamaïque, et par la suite impliquées dans un procès en diffamation avec George Wilson Bridges . Lushington fait valoir à la Chambre des communes dans un discours de 1824 qu'ils ont fait l'objet d'une discrimination fondée sur la couleur de la peau préjudiciable à leurs droits constitutionnels. Lecesne et Escoffery sont tous deux propriétaires d'esclaves, un fait que Lushington considère comme établissant leur position sociale . En mars 1827, Lushington parle au Parlement d'un sermon donné par Bridges dans la paroisse de St Ann, en Jamaïque, contre les missionnaires, et d'une attaque contre une maison de mission là-bas .
Avec Buxton, William Allen, Thomas Hodgkin et Richard King, Lushington est l'un des dirigeants de la Aborigines' Protection Society . Lorsque Hodgkin affronte le Guy's Hospital avec l'administrateur Benjamin Harrison du Guy's Hospital, Lushington prend son parti, tout comme Ebenezer Pye-Smith, du personnel .
Lushington et ses filles font partie du groupe d'abolitionnistes qui soutiennent l'éducation des fugitifs Ellen et William Craft au début des années 1850. Il a lieu à l'école d' Ockham fondée par Lady Byron .

## Dernières années
A la fin de sa vie, Lushington vit à Ockham Park, appartenant à Ada Lovelace et à son mari William King-Noel (1er comte de Lovelace). Il en prend un bail vers 1846, après le départ des Lovelace ,. Une partie de sa famille y réside peu de temps après la mort de sa femme en 1837. Les Lovelace commencent à déménager à partir de 1840 environ, lorsque William achète et construit à East Horsley Park, une propriété attenante appartenant à la famille de William Currie, et Ada passe son temps principalement à Londres et dans le Somerset ,. En 1852, Lushington agit pour Lady Byron, la mère d'Ada, pour prendre le contrôle des finances d'Ada pendant sa dernière maladie .
À Ockham Park, Lushington a des invités de marque comme Edward Lear, proche de Franklin Lushington le frère d'Henry Lushington, parents d'une autre branche de la famille. Lear y rencontre Elizabeth Gaskell en 1862 . L'abolitionniste américain Charles Sumner, qui, jeune homme, considère Lushington comme «l'un des hommes les plus capables d'Angleterre», y vient en 1857 .
Lushington meurt à Ockham Park le 19 janvier 1873. Une tablette en laiton à sa mémoire est placée sur le mur sud de la nef de l'église All Saints, Ockham.

## Famille
Lushington épouse en 1821 Sarah Grace Carr (1794–1837), fille de l'avocat Thomas William Carr (1770–1829); sa mère Frances est une bonne amie d'Anna Laetitia Barbauld, qui a adressé sa pièce True Magicians à Sarah. Le couple a dix enfants, cinq filles et cinq fils ,,,. Sarah était l'aînée d'une famille de cinq filles et trois fils .
- Edward Harbord Lushington (1822–1904)
- William Bryan Lushington (né en 1824), avocat [49]
- Stephen Lushington (1830–1860), est mort à Puri [50]
- Les jumeaux Vernon Lushington (1832–1912) et Godfrey Lushington (1832–1907) [10] Après la mort de Sarah en 1837, ils sont élevés à Ockham Park par l'une des sœurs de Sarah. Selon une lettre de Johanna Baillie de 1838, une Miss Carr vit avec Stephen Lushington et s'occupe de toute la famille [51].

Sa fille, Edith Grace se marie en 1858 avec John Pilkington Norris.